# Мира Јуришић
Мира Јуришић (1928 — 1998) била је српска сликарка.

## Биографија
Рођена је 1928. године у Чуругу. Факултет ликовних уметности Универзитета уметности у Београду је завршила 1955, а постдипломске студије 1957. године. У току студија је путовала у Италију, Пољску и Француску. Члан Удружења ликовних уметника Србије је постала 1958.
Самостално је излагала на изложби скулптура и цртежа у галерији Удружења ликовних уметника Србије 1959. и 1962, изложби цртежа у галерији „Графички колектив”, изложби скулптура Културног центра Новог Сада, изложби скулптура галерије Градског музеја Суботица и изложби скулптура галерије Дома армије у Сомбору 1961, изложби цртежа Културно просветне заједнице Београда 1966, изложби скулптура и цртежа Салона Музеја савремене уметности у Београду 1969, изложби цртежа Културног центра Београда 1971. и 1964. и изложби скулптура и цртежа Галерије савремене уметности Ниш 1973. године. Излагала је на групним изложбама у Октобарском салону 1960—1964, 1966. и 1969—1972, изложби „Југословенско савремено сликарство и скулптура” у Лозани 1962, изложби „Савремена српска уметност – послератни период” у Модерној галерији ЈАЗУ у Загребу 1963—1964, Међународној изложби ситне пластике у Хагу, на Симпозијуму „Мермер и звуци” у Аранђеловцу 1966, „Изложби југословенске скулптуре” у Прагу и Брну, „Југословенској националној изложби” у Паризу и Симпозијуму скулптуре у Прилепу 1969, Четвртом тријеналу ликовне уметности у Београду и изложби „Беч – Београд” у Бечу 1970, „Послератна српска уметност” у Љубљани, „Изложба српске уметности” у Крагујевцу, „НОБ у делима ликовним уметника Југославије” у Београду 1971. и изложби скулптура у Ровињу 1972. Преминула је 1998. године.